# Novi Ciobruci, Rozdilna
Novi Ciobruci (în ucraineană Нові Чобручі) este un sat în comuna Rozdilna din raionul Rozdilna, regiunea Odesa, Ucraina.

## Demografie
Componența lingvistică a localității Novi Ciobruci
     Ucraineană (95,36%)
     Rusă (3,96%)
     Alte limbi (0,68%)
Conform recensământului din 2001, majoritatea populației localității Novi Ciobruci era vorbitoare de ucraineană (95,36%), existând în minoritate și vorbitori de rusă (3,96%).